# ヤン・レッツェル
- ヤン・レッツェル
- ヤン・レツル

ヤン・レッツェル（チェコ語: Jan Letzel、1880年4月9日 - 1925年12月26日）は、明治末期から大正にかけて主に日本で活動したチェコ人の建築家。広島県物産陳列館（後の原爆ドーム）の設計者として知られる。ヤン・レツルとも表記。

## 経歴

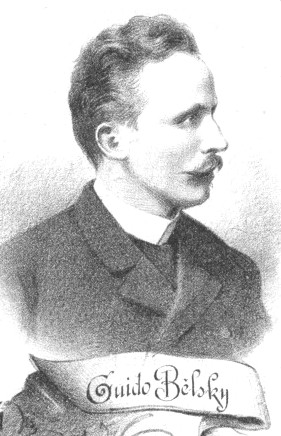
グイド・ベルスキー（イグナーツ・アイグナー作）

1880年（明治13年）にオーストリア・ハンガリー帝国（現チェコ共和国）のボヘミアの町ナーホトに生まれた。生家はホテルを経営していた。高等専門学校で建築を学び、1899年にパルドゥビツェの学校で土木課助手の職を得る。
1901年には奨学金を得、プラハの美術専門学校（College of Applied Arts in Prague）に入学しチェコの近代建築の重鎮の一人であるヤン・コチェラ教授に師事する。1902-1903年にかけて研修のため、ボヘミア、ダルマチア、モンテネグロ、ヘルツェゴヴィナを訪れた。コチェラのもとで石材やコンクリートを用いたシンプルな近代建築の手法を学んだほか、ユーゲント・シュティールやアール・ヌーヴォーの影響も吸収した。
1904年に同校を卒業するとグイド・ベルスキー設計事務所に入り、ヴァーツラフ広場に臨むホテル・エウローパの外構（（ウィキデータ）プラハに現存）、プラハの北西約40 kmにある温泉地ムシュネー（en）の木造の「パビリオン」2棟の設計に携わった。1905年にはエジプト・カイロのデミトリアス・ファブリツィオ（パシャ）設計事務所に勤める。

### 日本における活動
1907年（明治40年）に横浜のゲオルグ・デ・ラランデの設計事務所で働くために来日する。
1908年（明治41年）、勤め先「en:G. DE LALANDE」の代表がドイツへ帰国し、その父親で建築家のオイゲン・デ・ラランデ（Eugen de Lalande）が新会社「E. de Lalande  Co」を横浜に興すと、カルル・ホラ（Karl Hora）と共に移籍する。レッツェルは東京支店マネージャーに着任し、四谷区東信濃町29にあった洋館を借りて引っ越した。その建物は東京大学教授で物理学者の北尾次郎（1854〜1907）が設計し、所有者は子息の北尾富烈であった。再来日したデ・ラランデ（子）はレッツェルに代わって入居すると、1914年8月に急死するまで居住した。
1910年には同僚で友人のカルル・ホラとともに独立して起業すると事務所を横浜と東京に置き、15件以上の建物を設計した。この時期、事業は順調に進み、1913年に共同創業者のホラが帰国した後は、単独で経営を続けている。同年開業の松島パークホテル[画f] の設計を担当し、その発注者であった寺田祐之（宮城県知事）に気に入られると、寺田の広島県知事転任に伴い1915年には広島県物産陳列館の設計を手掛けた（[画g1-3] 現・原爆ドーム）。
第一次世界大戦の開戦後の不景気にたたられて1915年に事務所を閉鎖し、千駄ヶ谷の自宅で残りの仕事をし、日本が参戦してからは敵国人となり、建築活動が行えなくなった。停戦後は、シベリアに取り残されていたチェコ兵の帰国に尽力した。その後について本国では以下のように伝わっている。
1918年にチェコスロバキアが独立すると商務官に任命され、極東における同国の通商代表として、在日大使館に駐在した。1920年に母国へ一時帰国し、貿易商として再来日した。
日本人の5歳児を養女に迎えた。ドイツ人の父と日本人の母の間に生まれた棄児であったという。

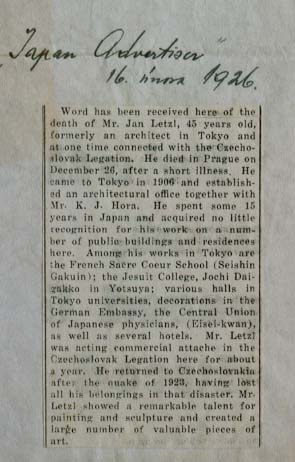
追悼記事（チェコ語）

1923年9月1日の関東大震災では自身も被災し全財産を失い、設計した多くの建物の被災したさまを目にする。同年11月に失意の内にプラハへ帰国したが、健康が優れず設計の仕事をすることもなく入院生活を送る。1925年にプラハで病没、45歳であった。遺体は公共墓地へ埋葬された。レッツェルが最期を迎えた著名な精神病院はプラハの新市街にあり、彼が4歳の時に死去したベドルジハ・スメタナの収容先で、病室も同じであった。死因についてもスメタナ同様、梅毒とされている。

### チェコにおける評価

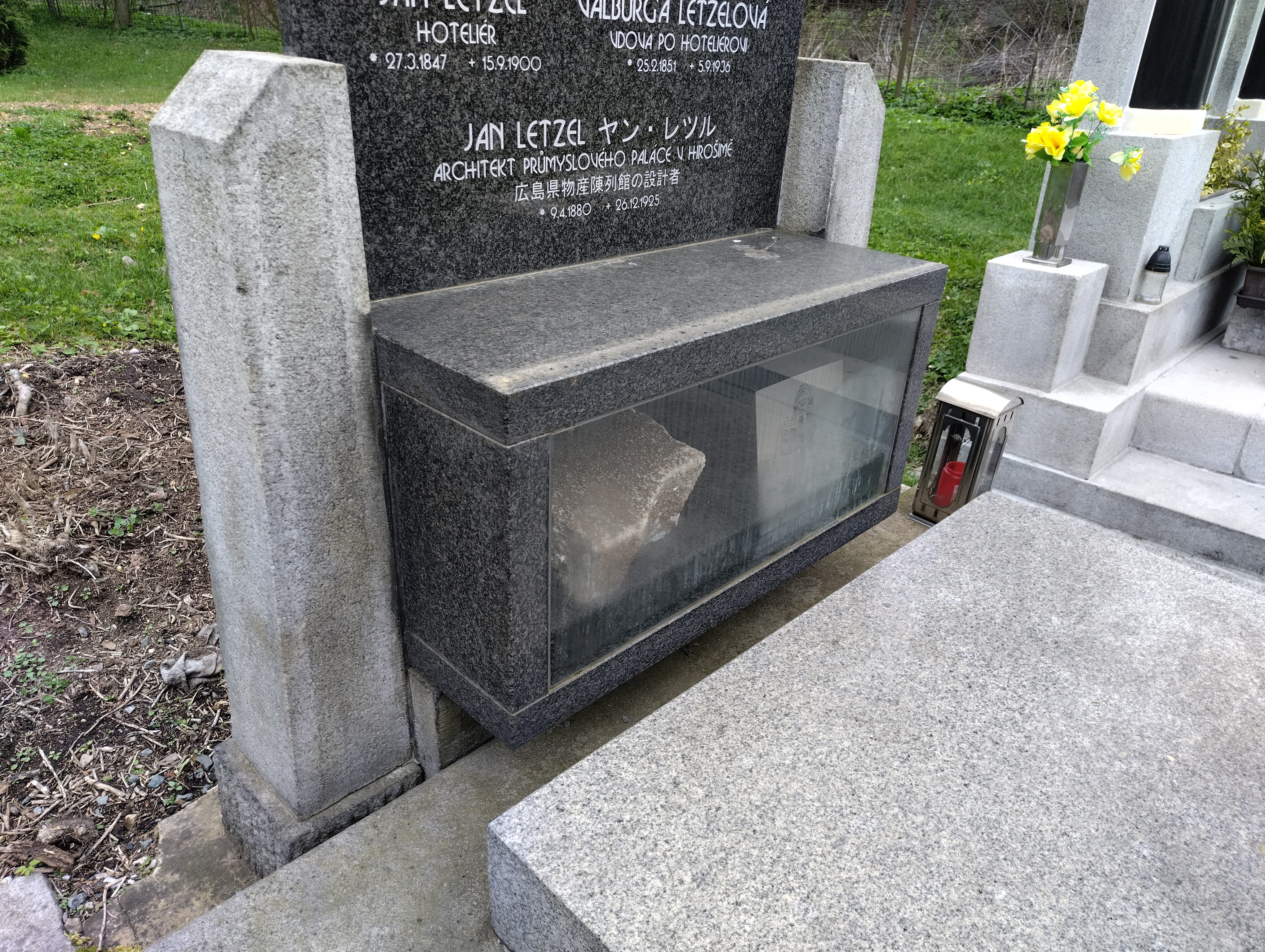
レッツェル家の墓碑。同名の父と母（上段）と当人の名が刻まれている。ケース内に広島県産業奨励館の部材が見える（ナーホト）

レッツェルは母国では建築家としての業績をほとんど知られておらず、成果はほとんど日本にある点、経歴に占めるチェコ本国での期間が短い点に起因するとしても、1990年代から『原爆ドームの設計者』として再認識が始まっている。1991年に作られたレッツェルに関する番組は、NHKとチェコ放送の共同制作による。2000年には出生地のナーホトで生誕120年祭が催された。
2009年にモラビア地方の町ブルノの墓地で神社の鳥居を模した墓石が見つかり、それがレッツェルの初期のデザインであると判明した。国内に残る作例はそのほか、温泉地ムシュネーの2件の建造物とホテルの外構の装飾の一部のみである。

## 作品
日本国内でレッツェルが設計を手がけたとわかる建造物は、廃墟として姿を止める広島県物産陳列館（原爆ドーム）[画g1-3] を除き、ほとんどが地震・戦災・火災により消失し現存していない。
- オリエンタルホテル（[画a] 3代目、1907年頃、デ・ラランデとの共同設計）：1945年、神戸大空襲により焼失。
- 聖心女子学院校舎（[画b1-2] 1909年竣工）：関東大震災で倒壊。正門のみ現存。
- 上智大学旧1号館：[画c] 関東大震災で倒壊。
- 雙葉高等女学校、現学校法人雙葉学園校舎（[画d] 1910年竣工）：東京大空襲により焼失。
- 大日本私立衛生会会館（[画e] 1911年竣工）：現存せず。
- 宮城県営松島パークホテル（[画f] 1913年竣工）：1969年3月、火災により焼失。
- 広島県物産陳列館（[画g1-3] 1915年竣工）：現在の原爆ドーム。
- 宮島ホテル（[画h] 1917年竣工、広島）：1952年8月31日、当時同建物を使用していたBCOFによる失火で焼失。
- この他に、東京ステーションホテルの内装（改装前）を手掛けたと言われる[誰によって?]。

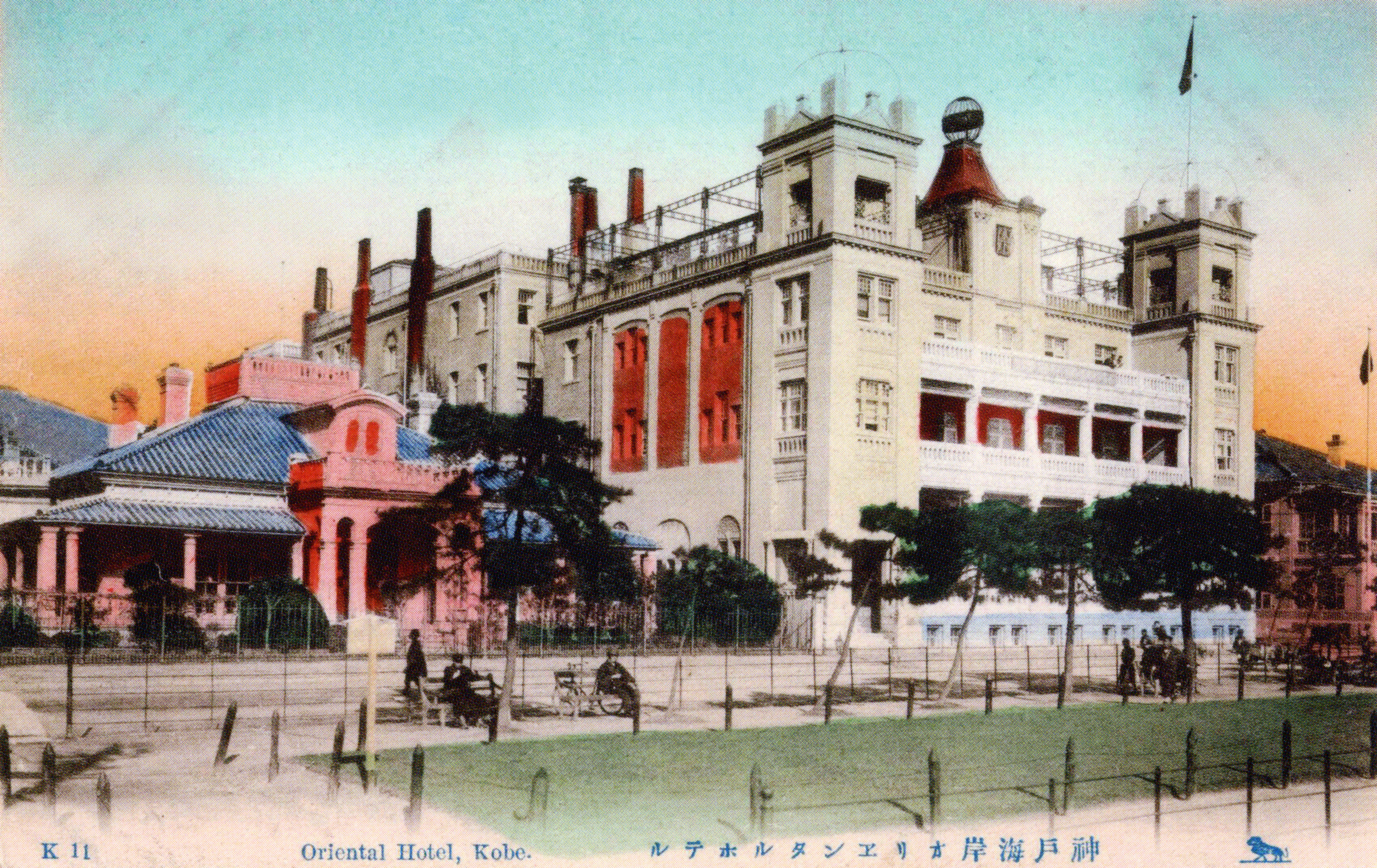
[画a] 3代目オリエンタルホテル 兵庫県神戸市、デ・ラランデとの共同設計
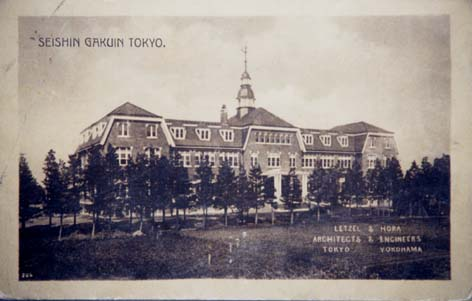
[画b1] 聖心女子学院（1909年）
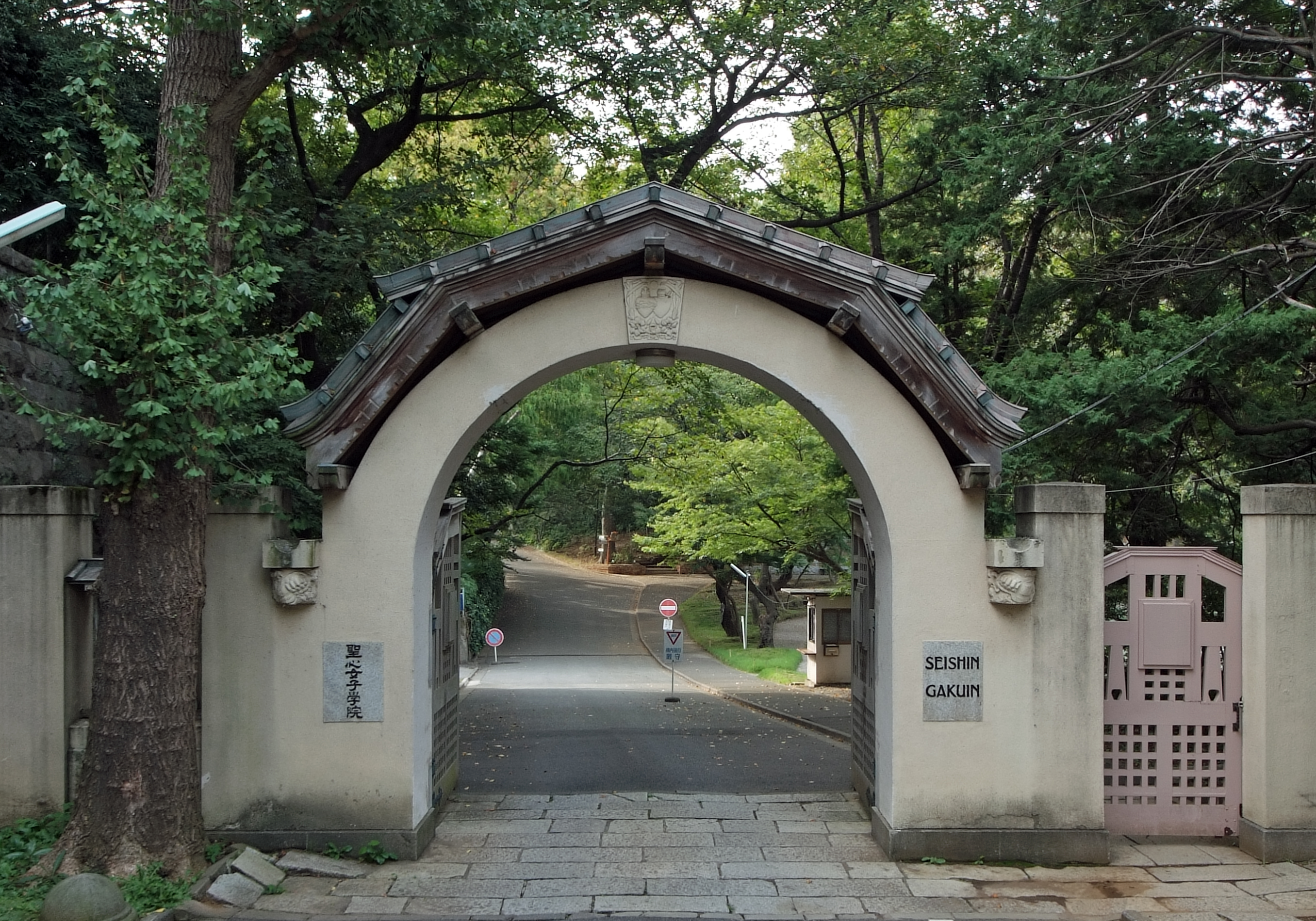
[画b2] 聖心女子学院正門
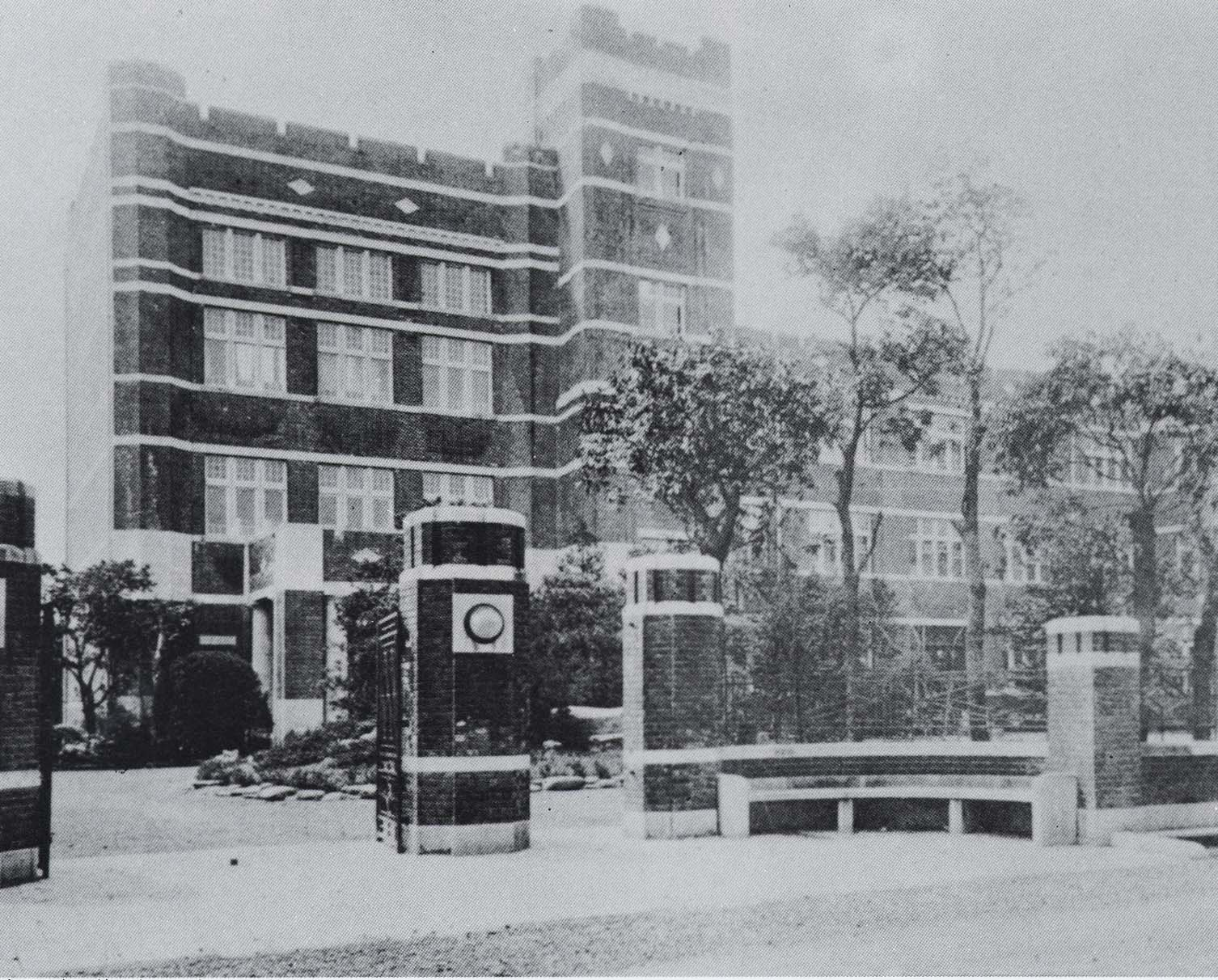
[画c] 上智大学旧1号館
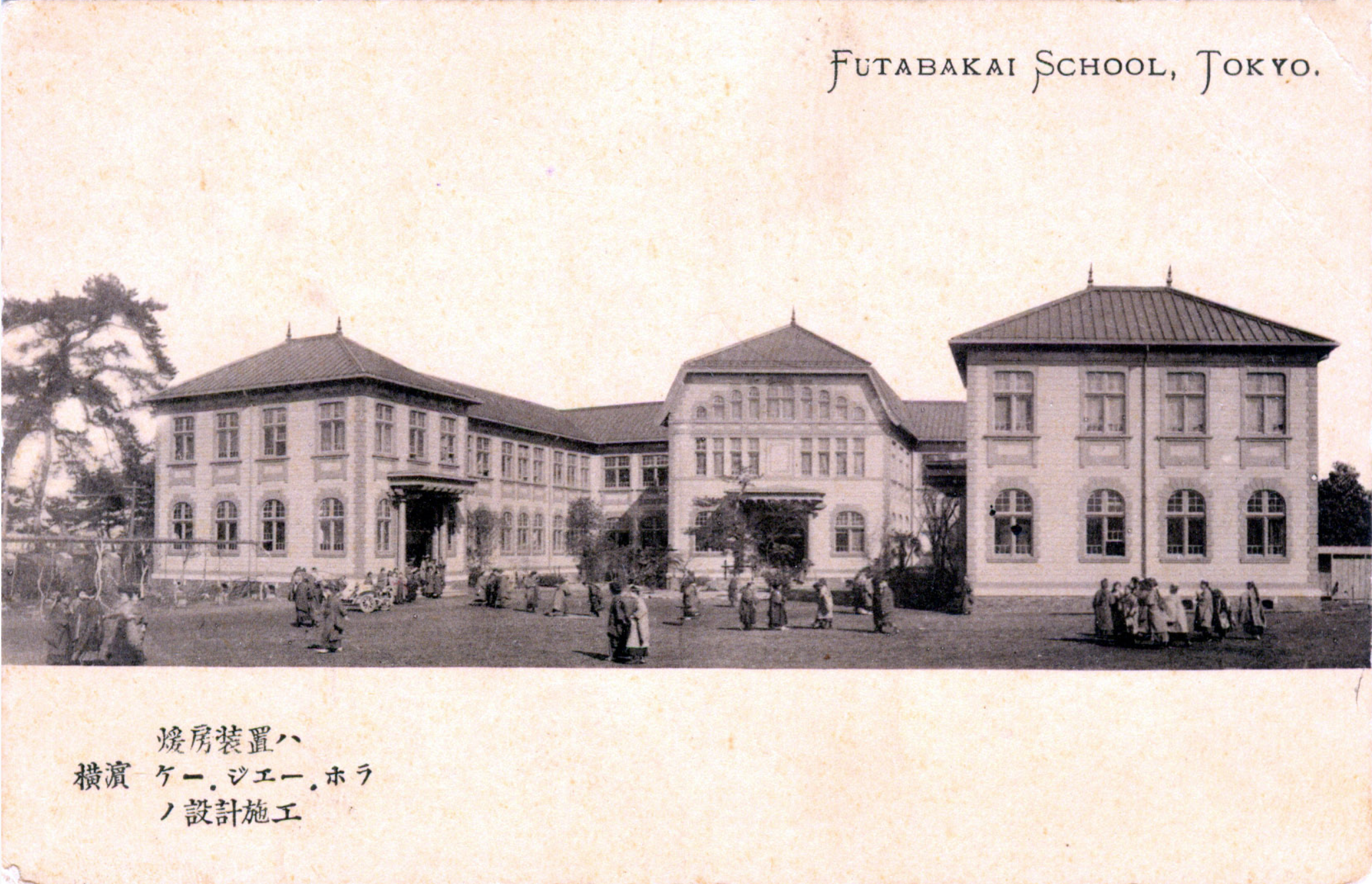
[画d] 雙葉高等女学校（1910年）
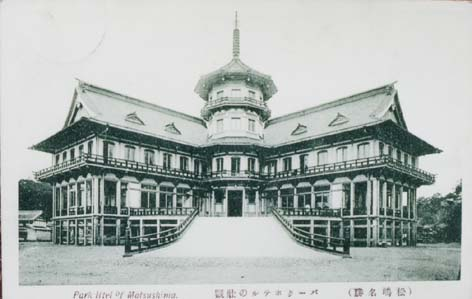
[画f] 松島パークホテル、レッツェルとホラによる設計。
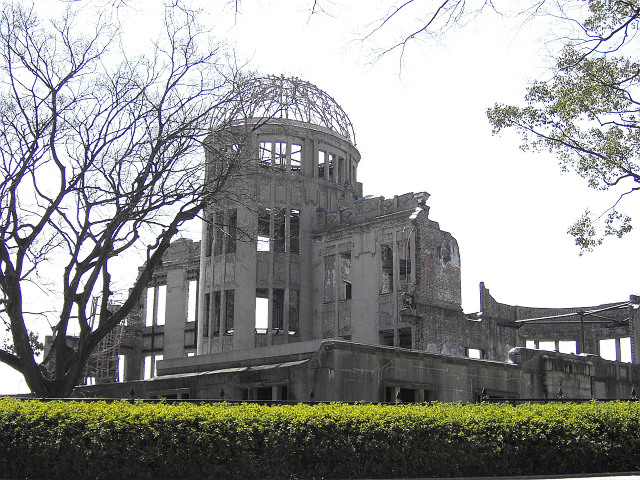
[画g1] 原爆ドーム
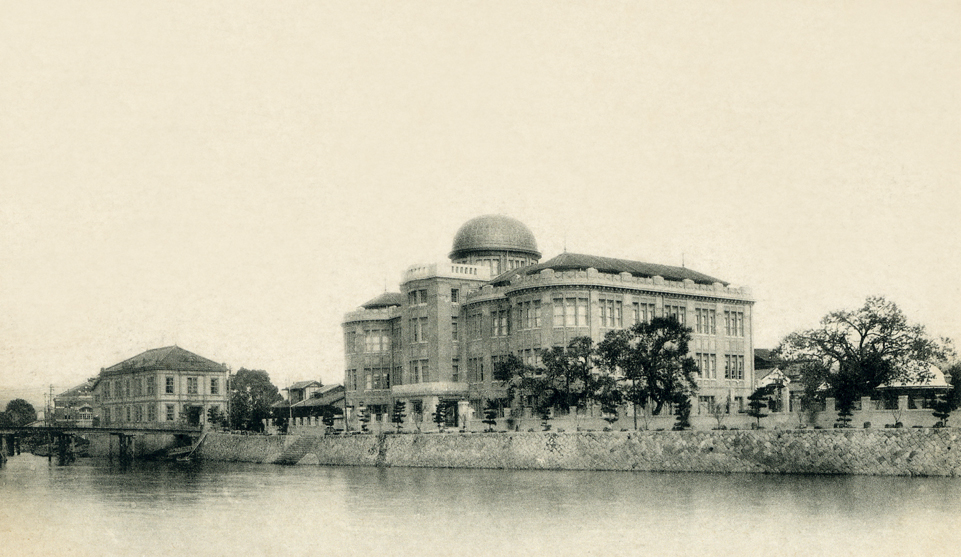
[画g2] 広島県物産陳列館（大正年間）
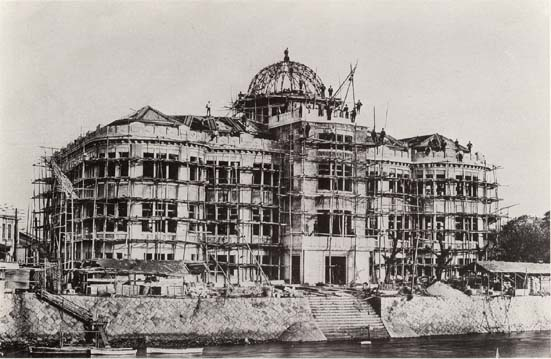
[画g3] 施工中の広島県物産陳列館
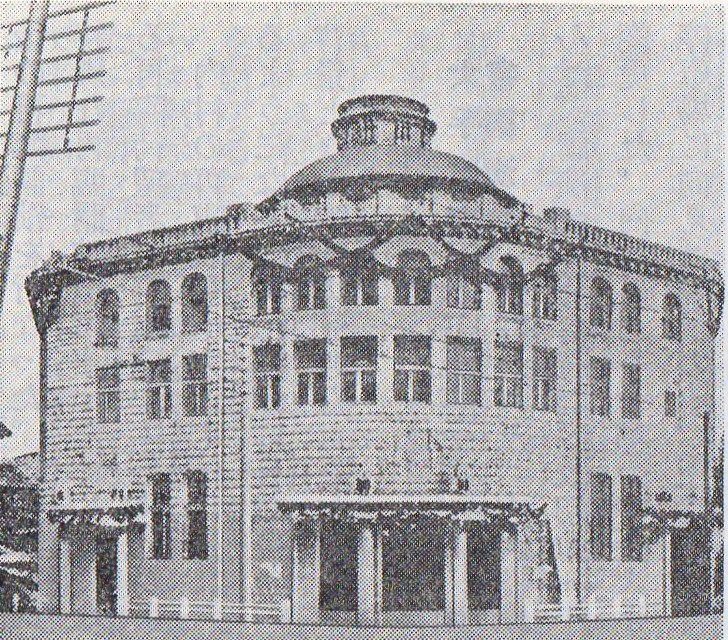
[画e] 大日本私立衛生会講堂
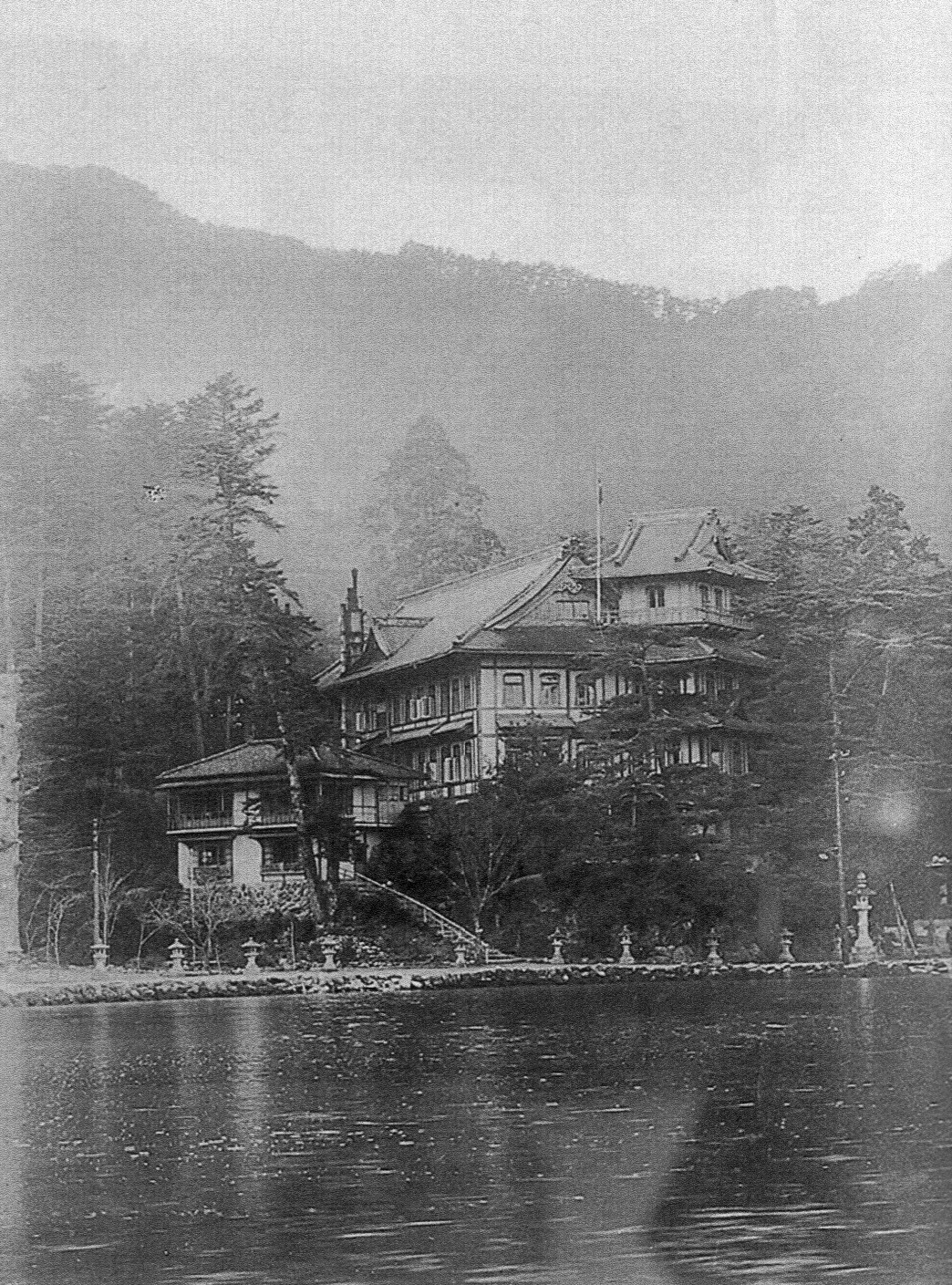
[画h] 宮島ホテル

## その他

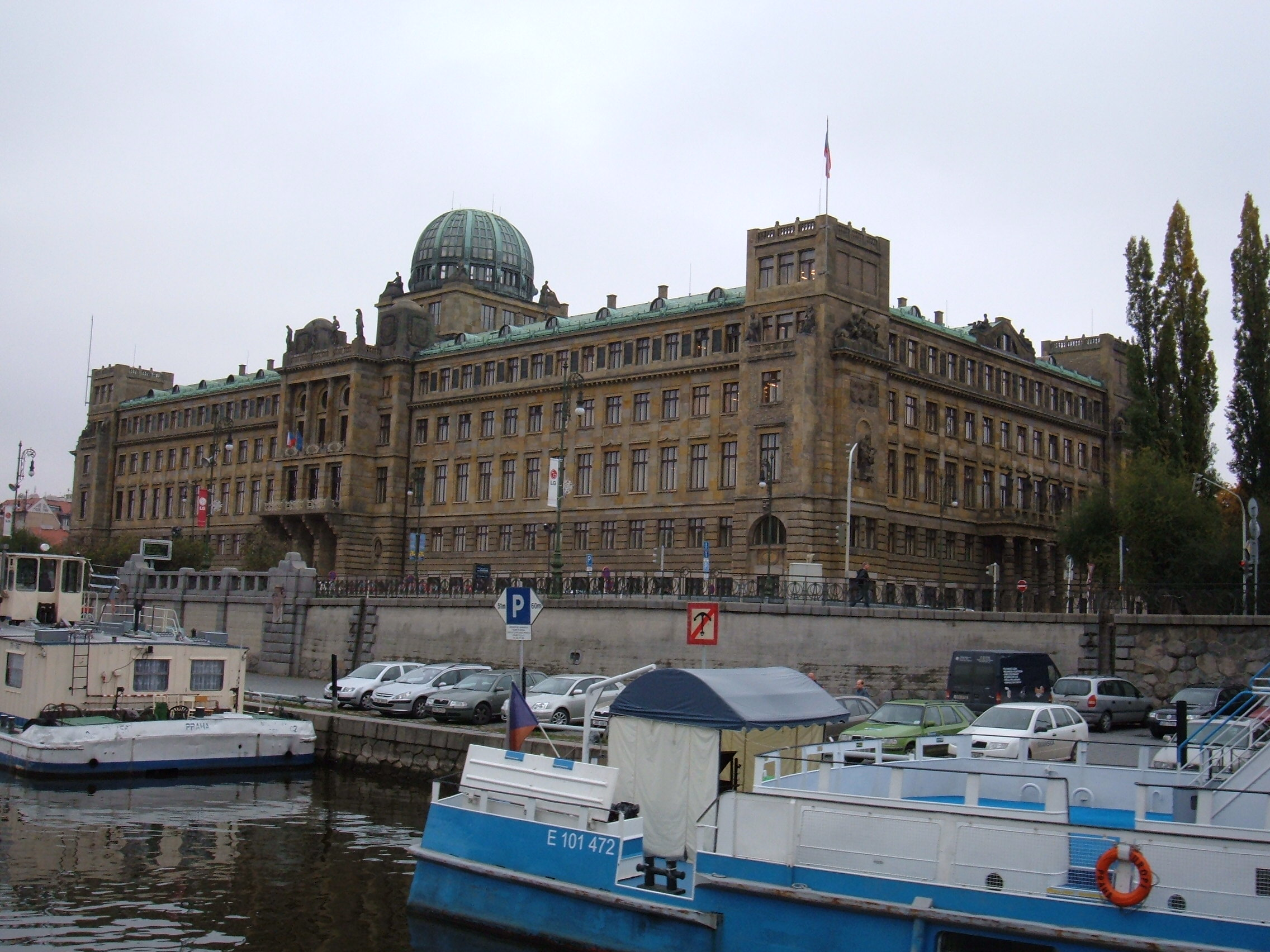
[画i] チェコ通産省庁舎

原爆ドームによく似ているといわれるチェコ通産省庁舎（[画i]）はプラハのヴルタヴァ川河畔に立ち、ジョセフ・ファンタの設計によるもので1928年施工、1932年に竣工した。
チェコの温泉地ムシュネーに残ったレッツェルの作品（1905年）は、アール・ヌーヴォー風の壁画が描かれている。